# 加维里亚
加维里亚（西班牙語：Gaviria）是西班牙巴斯克自治区吉普斯夸省的一个市镇。总面积15平方公里，总人口422人（2001年），人口密度28人/平方公里。